# New Zealand Army
L'Esercito neozelandese (in inglese New Zealand Army; in maori Ngāti Tūmatauenga) è la componente terrestre delle forze armate della Nuova Zelanda (New Zealand Defence Force).
Benché esistente con tale nome solo dal 1950, le prime formazioni militari regolari neozelandesi risalgono al 1886, quando il Paese era ancora colonia britannica; da allora, le forze dell'esercito neozelandese sono state coinvolte in numerosi conflitti, dalla seconda guerra boera alla prima e seconda guerra mondiale, dalla guerra di Corea fino alla guerra del Vietnam e alla guerra in Afghanistan. Le forze terrestri neozelandesi sono inoltre molto attive nel campo delle missioni di peacekeeping, sia in ambito ONU che sotto l'egida di altre organizzazioni internazionali.
Storicamente, è molto stretta la collaborazione tra l'esercito neozelandese e le altre forze terrestri dei paesi del Commonwealth, in particolare con l'esercito australiano.

## Storia

### Le origini

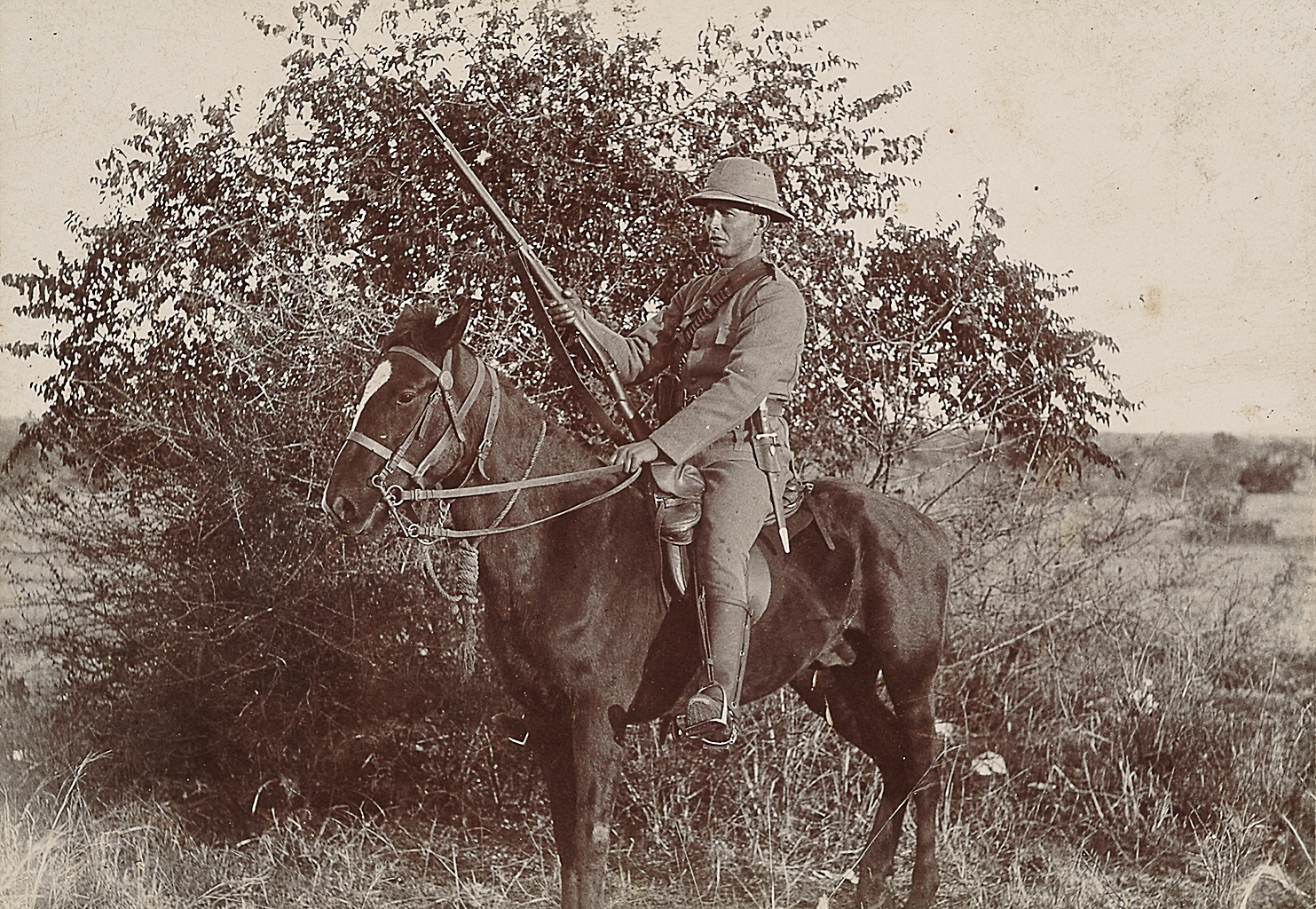
Un soldato neozelandese della seconda guerra boera

La prima formazione militare organizzata composta da nativi neozelandesi (sia bianchi che maori) venne istituita il 25 marzo 1845: questa "milizia neozelandese" (New Zealand Militia o semplicemente "Militia") era una forza di volontari su base territoriale, tenuta a livelli minimi in tempo di pace e portata a pieno organico solo in caso di gravi emergenze. Varie unità della milizia vennero impiegate fin dall'inizio per appoggiare le forze militari britanniche nelle frammentarie guerre māori tra il 1845 ed il 1872, contro le popolazioni indigene ribelli; la milizia venne poi trasformata nel corpo dei "Volontari" (Volunteers) nel 1858.
Altre forze più "regolari", in servizio permanente anche in tempo di pace, vennero formate negli anni successivi: i "Forest Ranger" (un'unità creata nel 1863 con volontari maori ed impiegata, prevalentemente con tattiche di guerriglia, come forza di scout per la protezione delle linee di comunicazione e degli insediamenti civili più remoti), ma soprattutto la Colonial Defence Force ("Forza di difesa coloniale"), creata il 5 maggio 1863 con una forza autorizzata di 500 uomini reclutati per un servizio di tre anni, e considerata la vera antesignana del moderno esercito regolare neozelandese; a partire dal 1865, queste forze iniziarono a sostituire i contingenti imperiali nella conduzione delle operazioni militari contro i maori ribelli, e le ultime forze militari britanniche lasciarono il territorio neozelandese nel febbraio del 1870. Nel 1867, la Colonial Defence Force ed i Ranger vennero fusi con la forza di polizia neozelandese, la Armed Constabulary (antesignana della moderna New Zealand Police), che per i successivi venti anni rimase l'unica forza armata permanente della nazione, responsabile sia delle attività militari che del mantenimento dell'ordine pubblico; le funzioni militari passarono poi nel 1886 ad una formazione apposita, la New Zealand Permanent Militia, rinominata Permanent Force nel 1902. I Volunteers, invece, vennero riorganizzati come forza di riserva per la Permanent Force e ridenominati "Territorial Force": questa forza era responsabile unicamente della difesa territoriale e non poteva prestare servizio oltremare, salvo che i suoi componenti si offrissero volontari.
Il primo impiego fuori dal territorio nazionale di soldati neozelandesi si ebbe nel 1899: il 28 settembre il parlamento neozelandese, su proposta del primo ministro Richard Seddon, approvò l'invio di un contingente di fucilieri a cavallo in appoggio alle forze britanniche schierate in Sudafrica, di lì a pochi giorni impegnate nella seconda guerra boera; il reclutamento del contingente venne limitato agli uomini già membri della Permanent Militia o dei Volunteers. I 215 uomini del primo contingente raggiunsero il Sudafrica il 23 novembre 1899, scontrandosi poi per la prima volta con le forze boere il 9 dicembre seguente nei pressi di Jasfontein. Nei mesi successivi arrivarono dalla Nuova Zelanda altri due contingenti di volontari, ed a metà maggio del 1900 le tre formazioni vennero raccolte in un unico reggimento, che si distinse durante l'avanzata britannica su Johannesburg e Pretoria. Sul finire del 1900, il reggimento neozelandese venne rimpatriato e sostituito da un quarto e quinto contingente di volontari, a loro volta sostituiti da un sesto, settimo ed ottavo contingente sul finire del 1901: tutte queste forze vennero intensamente impiegate nel contrastare le azioni di guerriglia delle restanti forze boere. Le forze neozelandesi vennero rimpatriate nel giugno del 1902, dopo la fine delle ostilità: un totale di circa 6.500 soldati neozelandesi prese parte al conflitto con i vari contingenti, e di questi 228 rimasero uccisi in azione o a causa di incidenti.

### La prima guerra mondiale

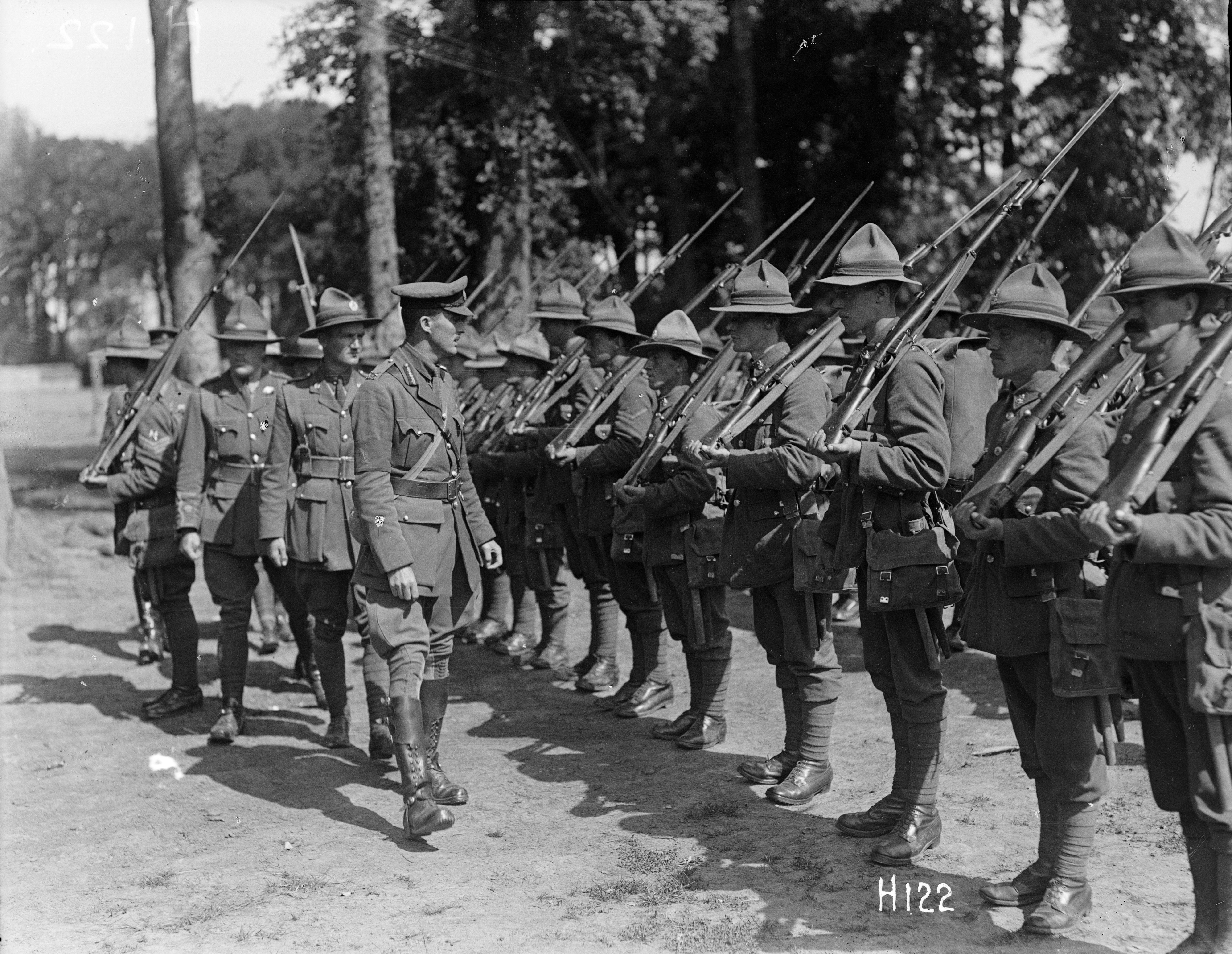
Soldati neozelandesi in Francia nel 1917

La Nuova Zelanda dichiarò guerra all'Impero tedesco il 5 agosto 1914, imitando il Regno Unito e gli altri dominions; il governo neozelandese si impegnò fin da principio nelle ostilità, prima inviando un piccolo distaccamento ad occupare la colonia tedesca di Samoa il 29 agosto 1914, e poi offrendo al Regno Unito un contingente di 8.500 volontari (divisi in una brigata di fanteria ed una di cavalleria) per il servizio oltremare. La "New Zealand Expeditionary Force" sbarcò in Egitto il 3 dicembre 1914, sotto il comando del generale Alexander Godley; poiché il contingente era troppo piccolo per dare vita ad una divisione autonoma, esso venne inserito nel più ampio contingente australiano, dando vita all'"Australian and New Zealand Army Corps" o ANZAC: in particolare, la brigata di fanteria venne inquadrata con la 4ª Brigata fanteria australiana nella New Zealand and Australian Division, mentre la brigata montata fu integrata nella cavalleria del corpo.
Il 25 aprile 1915, l'ANZAC sbarcò sulla penisola di Gallipoli, nell'odierna Turchia, prendendo così parte alla campagna dei Dardanelli contro l'Impero ottomano; praticamente isolate dal resto del contingente alleato, sbarcato più a sud, le forze australiane e neozelandesi tennero la precaria posizione per molti mesi, venendo impegnate in sanguinosi scontri con le forze ottomane. Benché composto da truppe di nuova formazione e praticamente prive di esperienza bellica, l'ANZAC si distinse nei combattimenti, dimostrandosi il miglior contingente delle forze alleate impiegate nella campagna; le truppe alleate vennero poi ritirate dalla penisola ai primi di gennaio del 1916: il contingente neozelandese uscì semidistrutto dalla inconcludente campagna, con la perdita dell'87% degli effettivi tra morti e feriti.
Le truppe neozelandesi vennero ritirate in Egitto per essere riorganizzate: l'arrivo di nuovi reparti dalla madrepatria (dove il 1º agosto 1916 venne introdotta, non senza polemiche, la coscrizione obbligatoria) rese possibile la creazione di un'intera divisione neozelandese che, inserita nel II Corpo dell'ANZAC, venne inviata sul fronte occidentale nell'aprile del 1916. Qui le truppe neozelandesi si batterono con onore fino alla fine delle ostilità, distinguendosi in particolare durante le battaglie di Messines (7 giugno 1917), di Passchendaele (31 luglio - 6 novembre 1917), e nell'offensiva dei cento giorni (8 agosto - 11 novembre 1918). Le unità a cavallo rimasero invece in Egitto dove, inquadrate insieme alle omologhe unità australiane, vennero impiegate nella campagna del Sinai e della Palestina fino all'ottobre del 1918.
Su una popolazione anteguerra di poco più di un milione di abitanti, i neozelandesi arruolarono nel corso della prima guerra mondiale circa 120.000 soldati (tra cui 2.227 maori e 458 nativi delle isole del Pacifico), e di questi 103.000 vennero inviati oltreoceano; le perdite ammontarono a 18.500 morti e 50.000 feriti (altre fonti riportano la cifra di 16.697 morti e 41.317 feriti). Dopo aver svolto funzioni di truppe d'occupazione in Renania, la divisione neozelandese venne sciolta il 25 marzo 1919 ed i suoi effettivi rimpatriati.

### La seconda guerra mondiale

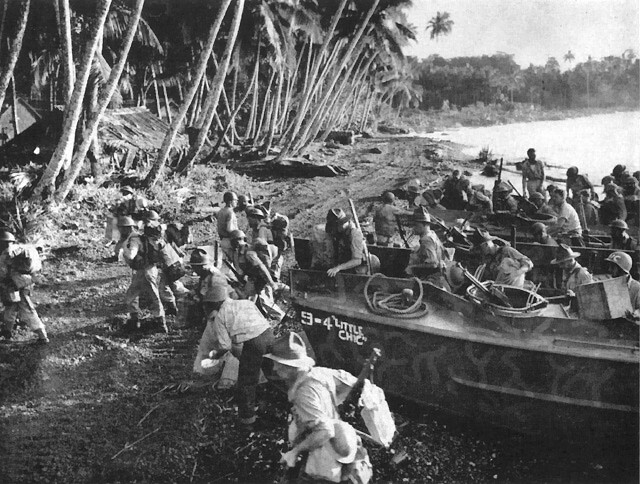
Truppe neozelandesi sbarcano a Vella Lavella nelle Isole Salomone

Nel periodo tra le due guerre mondiali la Permanent Force venne tenuta ad un organico minimo, ma quando il 3 settembre 1939 la Nuova Zelanda seguì il Regno Unito e la Francia nella dichiarazione di guerra alla Germania nazista, migliaia di neozelandesi si offrirono volontari per prestare servizio in Europa; nel giro di pochi mesi venne assemblata una seconda "New Zealand Expeditionary Force" che, divisa in più scaglioni, partì alla volta della Gran Bretagna nel dicembre del 1939. Le forze neozelandesi vennero organizzate in tre brigate di fanteria, riunite poi nel marzo del 1941 in un'unica divisione, la 2nd New Zealand Division sotto il generale Bernard Freyberg; la divisione venne inviata nel settore del Mediterraneo, dove partecipò alla campagna di Grecia nell'aprile del 1941, e soprattutto alla battaglia di Creta nel maggio seguente, dove subì pesanti perdite.
Ritirata in Egitto per essere riorganizzata, la divisione venne poi impiegata nella campagna del Nordafrica come parte dell'Ottava armata britannica, prendendo parte all'operazione Crusader (novembre-dicembre 1941), alla battaglia di Ain el-Gazala (maggio-giugno 1942), e soprattutto alla seconda battaglia di El Alamein (ottobre-novembre 1942); la divisione concluse poi il suo ciclo di operazioni nordafricane partecipando alla campagna di Tunisia (novembre 1942-maggio 1943). L'alto tasso di perdite subito nelle campagne africane spinse il governo neozelandese a dotare la divisione di mezzi corazzati, e nella seconda metà del 1943 la 4ª Brigata fanteria venne dotata di carri armati M4 Sherman; con questa nuova conformazione, la divisione prese parte alla campagna d'Italia, sbarcando a Taranto il 9 ottobre 1943 e venendo subito intensamente impiegata nella seconda e terza battaglia di Cassino (rispettivamente 15 - 17 febbraio 1944, e 15 - 22 marzo 1944), durante le quali si mise in luce il 28th (Māori) Battalion; per l'occasione, la divisione venne unita alla 4ª Divisione fanteria indiana ed alla 78ª Divisione fanteria britannica per dare vita al II Corpo d'armata neozelandese sotto il generale Freyberg, formazione che tuttavia venne sciolta al termine della battaglia. La divisione continuò ad operare in Italia fino alla fine del conflitto in Europa; l'ultima sua importante azione fu la liberazione di Trieste il 2 maggio 1945.
L'entrata in guerra del Giappone il 7 dicembre 1941 aprì un secondo fronte di guerra nel Pacifico; al contrario dell'Australia, che decise di richiamare il grosso delle sue forze dal teatro africano per difendere i propri confini dai nuovi nemici, il governo neozelandese scelse di lasciare la 2ª Divisione nel Nordafrica e di allestire nuove forze in patria con cui combattere nel Pacifico. La 3rd New Zealand Division venne quindi attivata nel maggio del 1942 sotto il generale Harold Eric Barrowclough, riunendo vari reparti precedentemente inviati nelle Figi; la divisione prese parte alla campagna delle isole Salomone a partire dal settembre del 1943, combattendo a fianco di varie altre unità australiane e statunitensi. I costi per mantenere operative due divisioni si rivelarono però troppo elevati per la piccola nazione, alle prese con una grave carenza di manodopera per il settore industriale; d'accordo con gli alleati, il governo neozelandese ritirò la 3ª Divisione dal fronte del Pacifico nel giugno del 1944, sciogliendola formalmente il 20 ottobre seguente.
Oltre alle due divisioni, altre forze terrestri neozelandesi vennero impiegate nel corso del conflitto: tre ulteriori divisioni di fanteria vennero create nel 1942 per la difesa nazionale, ma tutte vennero sciolte all'inizio del 1943 quando la minaccia di un'invasione giapponese tramontò definitivamente; diversi volontari neozelandesi prestarono poi servizio in due unità di forze speciali alleate: il Long Range Desert Group in Nordafrica e la Z Special Unit sul fronte del Pacifico. Un totale di 194.000 uomini e 10.000 donne servirono nelle forze armate neozelandesi durante il conflitto, e di questi 140.000 vennero inviati fuori dal territorio nazionale; le perdite neozelandesi ammontarono a 6.839 morti e 16.543 feriti.

### Dal dopoguerra ad oggi

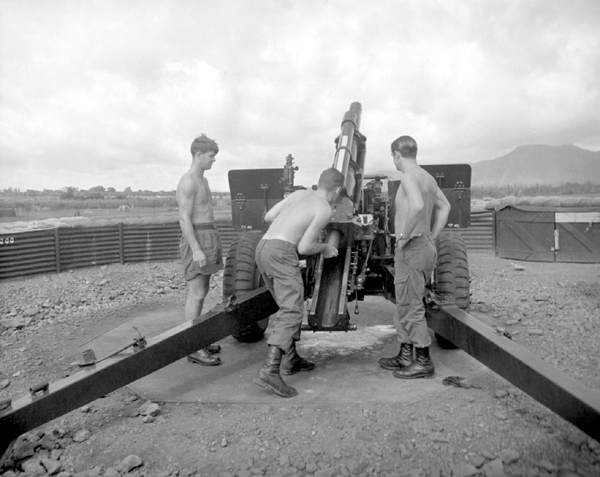
Artiglieri neozelandesi in Vietnam

Dalla conclusione del secondo conflitto mondiale, le truppe terrestri neozelandesi (a partire dal 1950 ufficialmente denominate "New Zealand Army") vennero impiegate svariate volte fuori dai confini nazionali. Sul finire del dicembre del 1950, una piccola unità di un migliaio di uomini (la KAYFORCE) venne inviata a prendere parte alla guerra di Corea, integrata all'interno di una brigata composta da truppe britanniche, australiane, canadesi ed indiane; le truppe neozelandesi rimasero in Corea fino alla fine del conflitto, venendo ritirate solo nel 1957. Le perdite ammontarono a 33 uomini uccisi e 79 feriti.
Un altro piccolo contingente terrestre neozelandese prese parte, a partire dal gennaio del 1956, alla cosiddetta "emergenza malese", ovvero l'insieme delle attività di contrasto alla guerriglia comunista della Malaysia portate avanti da un contingente del Commonwealth; i circa 1.300 neozelandesi che si alternarono nell'operazione vennero tutti ritirati nel luglio del 1960, dopo la vittoriosa conclusione delle ostilità. L'operazione vide anche il primo impiego operativo del New Zealand Special Air Service (NZSAS), la prima unità di forze speciali dell'esercito neozelandese creata appena l'anno precedente sul modello dell'omologa unità britannica. Truppe neozelandesi tornarono ad operare nel territorio malese nel novembre del 1963, durante il periodo della "Konfrontasi" tra Malaysia ed Indonesia: unità di fanteria neozelandesi e distaccamenti dell'NZSAS si unirono alle forze del Commonwealth schierate nella regione malese del Sarawak, al fine di respingere gli sconfinamenti delle forze indonesiane; le truppe neozelandesi vennero ritirate alla conclusione degli scontri, nel maggio del 1966.

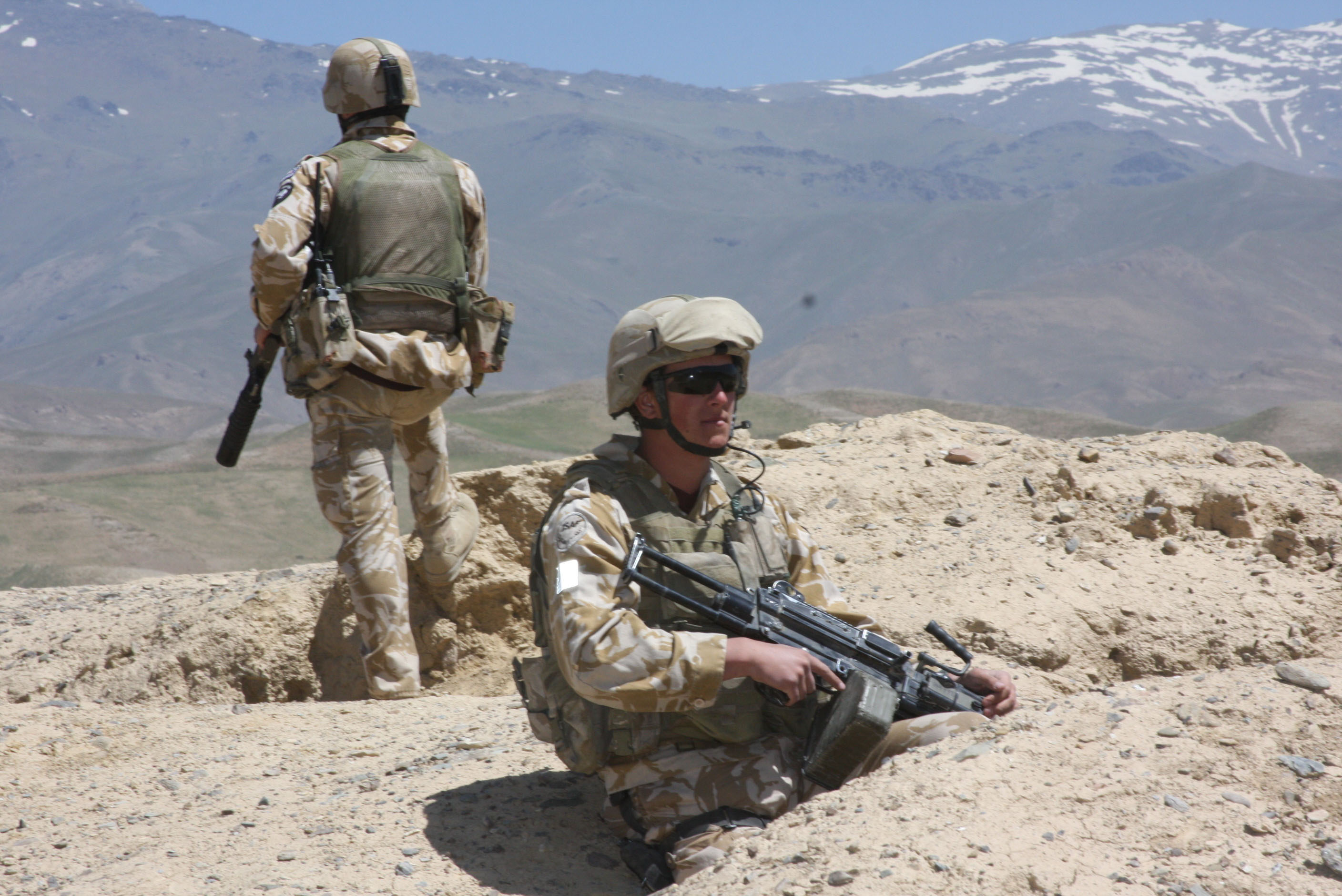
Militari neozelandesi in Afghanistan nel 2009

Come membro della SEATO, la Nuova Zelanda iniziò ad inviare contingenti militari in appoggio al Vietnam del Sud nel giugno del 1964: inizialmente composto da un'unità di genieri, il distaccamento neozelandese venne ampliato con l'invio di una batteria d'artiglieria, due compagnie di fucilieri ed un plotone dell'NZSAS, ed integrato nella più ampia 1st Australian Task Force. Il coinvolgimento delle truppe neozelandesi nella guerra del Vietnam provocò forti proteste in patria, e tutte le truppe vennero ritirate nel dicembre del 1972; un totale di 3.500 militari neozelandesi si alternarono in Vietnam, con un picco di 543 presenze nel 1968 e subendo la perdita di 37 uomini uccisi e 187 feriti.
Piccoli distaccamenti dell'esercito neozelandese vennero impiegati anche in un numero considerevole di operazioni di peacekeeping e di mantenimento della pace, sia in ambito ONU (come l'UNTSO al confine israelo-libanese nel 1948, l'UNMOGIP in Kashmir nel 1951, l'UNIIMOG al confine tra Iraq ed Iran nel 1988, l'UNTAG in Namibia nel 1989, l'UNPROFOR in Bosnia e l'UNOSOM I in Somalia nel 1992, ed altre), che in ambito del Commonwealth (l'Operazione Midford nella Rhodesia Meridionale nel 1980) e di altre organizzazioni internazionali (la Multinational Force and Observers nel Sinai nel 1978, e la RAMSI nelle isole Salomone nel 2003). La missione INTERFET a Timor Est, tra il giugno del 1999 ed il dicembre del 2002, vide l'alternarsi di quasi 6.000 militari neozelandesi, il maggior coinvolgimento militare del paese all'estero dalla fine della seconda guerra mondiale.
Truppe dell'esercito neozelandese vennero impiegate in Afghanistan a partire dal marzo del 2002, nell'ambito della missione ISAF; tuttora, la Nuova Zelanda mantiene un distaccamento di circa 200 uomini nel paese, ed ha assunto il comando del Provincial Reconstruction Team di Bamiyan nel settembre del 2003. Al 2010, un militare neozelandese era stato ucciso in combattimento ed altri due feriti.

## Struttura

Struttura dell'esercito neozelandese 2020

Il New Zealand Army è comandato dal capo di stato maggiore dell'esercito (Chief of the General Staff), generalmente un maggior generale; l'attuale capo di stato maggiore è il maggior generale Richard Rhys Jones, entrato in carica nel dicembre del 2010. Il capo di stato maggiore dell'esercito ricopre anche la funzione di "Comandante delle forze neozelandesi congiunte" (Commander Joint Forces New Zealand o COMJFNZ), ed in questa veste è responsabile del coordinamento tra le tre forze armate nazionali.

## Equipaggiamento

### Armi individuali
| Modello               | Immagine | Tipo                           | Calibro              | Origine     | Note    |
| Pistole               | Pistole  | Pistole                        | Pistole              | Pistole     | Pistole |
| --------------------- | -------- | ------------------------------ | -------------------- | ----------- | ------- |
| Glock 17              |          | Pistola semiautomatica         | 9 × 19 mm Parabellum | Austria     | [ 22 ]  |
| Fucili a canna liscia |          |                                |                      |             |         |
| Benelli M3 Super 90   |          | Fucile semiautomatico          | Calibro 12           | Italia      | [ 23 ]  |
| Fucili d'assalto      |          |                                |                      |             |         |
| MARS-L                |          | Fucile d'assalto               | 5,56 × 45 mm NATO    | Stati Uniti | [ 24 ]  |
| Mitragliatrici        |          |                                |                      |             |         |
| FN Minimi             |          | Mitragliatrice leggera         | 7,62 × 51 mm NATO    | Belgio      | [ 25 ]  |
| FN MAG                |          | Mitragliatrice ad uso generale | 7,62 × 51 mm NATO    | Belgio      | [ 26 ]  |
| Fucili di precisione  |          |                                |                      |             |         |
| LMT WMS               |          | Designated marksman rifle      | 7,62 × 51 mm NATO    | Stati Uniti | [ 27 ]  |
| Barrett MRAD          |          | Fucile di precisione           | .338 Lapua           | Stati Uniti | [ 28 ]  |
| Barrett M107A1        |          | Fucile anti-materiale          | 12,7 × 99 mm NATO    | Stati Uniti | [ 29 ]  |
| Lanciagranate         |          |                                |                      |             |         |
| M203                  |          | Lanciagranate                  | 40 mm                | Stati Uniti |         |
| Heckler & Koch GMW    |          | Lanciagranate automatico       | 40 mm                | Germania    | [ 30 ]  |
| Lanciarazzi           |          |                                |                      |             |         |
| Carl Gustav M3        |          | Cannone senza rinculo          | 84 mm                | Svezia      | [ 31 ]  |

### Artiglieria
| Modello         | Immagine | Calibro | Origine            | In servizio | Note                            |
| Obici           | Obici    | Obici   | Obici              | Obici       | Obici                           |
| --------------- | -------- | ------- | ------------------ | ----------- | ------------------------------- |
| L119 Light Gun  |          | 105 mm  | Regno Unito        | 24          |                                 |
| Mortai          |          |         |                    |             |                                 |
| L16A2           |          | 81 mm   | Regno Unito Canada |             | [ 32 ]                          |
| Hirtenberger M8 |          | 81 mm   | Austria            |             | In consegna a partire dal 2021. |

### Veicoli
| Modello                                 | Immagine                                | Tipo                                    | Origine                                 | In servizio                             | Note |
| Veicoli da combattimento della fanteria | Veicoli da combattimento della fanteria | Veicoli da combattimento della fanteria | Veicoli da combattimento della fanteria | Veicoli da combattimento della fanteria | Veicoli da combattimento della fanteria                                                                                |
| --------------------------------------- | --------------------------------------- | --------------------------------------- | --------------------------------------- | --------------------------------------- | --- |
| NZLAV                                   |                                         | IFV                                     | Canada                                  | 73                                      | 105 acquistati nel 2003, di cui 3 da recupero. 22 venduti all'Armada de Chile nel 2022.                                |
| Infantry Mobility Vehicle               |                                         |                                         |                                         |                                         | |
| Thales Bushmaster                       |                                         | IMV                                     | Australia                               | 43                                      | 43 acquistati nel 2020, consegnati tutti nel 2023 e in servizio dal 2024.                                              |
| Veicoli per usi speciali                |                                         |                                         |                                         |                                         | |
| NZLAV-R                                 |                                         | Veicolo corazzato da recupero           | Canada                                  | 3                                       | |
| Rheinmetall MAN HX44M                   |                                         | Veicolo corazzato da recupero           | Germania                                | 3                                       | |
| Rapidly Emplaced Bridge System          |                                         | Veicolo gettaponte                      | Stati Uniti                             |                                         | [ 37 ] |
| Veicoli utility                         |                                         |                                         |                                         |                                         | |
| Supacat Extenda                         |                                         | Veicolo tattico                         | Regno Unito                             |                                         | [ 38 ] |
| Polaris MRZR                            |                                         | All-terrain vehicle                     | Stati Uniti                             |                                         | [ 39 ] |
| Steyr-Puch Pinzgauer                    |                                         | Veicolo multiruolo                      | Austria                                 |                                         | 326 consegnati tra il 2004 e il 2006.                                                                                  |
| Autocarri                               |                                         |                                         |                                         |                                         | |
| Unimog                                  |                                         | Autocarro leggero                       | Germania                                |                                         | [ 41 ] |
| RMMV HX                                 |                                         | Autocarro                               | Germania                                |                                         | 200 acquistati, consegnati a partire dal 2013 in configurazione 4×4, 6×6 e 8×8 e in versione da recupero e gettaponte. |

### Missili
| Modello           | Immagine          | Tipo                       | Origine           | Note              |
| Missili anticarro | Missili anticarro | Missili anticarro          | Missili anticarro | Missili anticarro |
| ----------------- | ----------------- | -------------------------- | ----------------- | ----------------- |
| FGM-148 Javelin   |                   | Missile a guida infrarossa | Stati Uniti       | [ 44 ]            |

### Mezzi aerei
| Aeromobile                     | Origine                        | Tipo                           | Versione                       | In servizio                    | Note                            | Immagine                       |
| Aeromobili a pilotaggio remoto | Aeromobili a pilotaggio remoto | Aeromobili a pilotaggio remoto | Aeromobili a pilotaggio remoto | Aeromobili a pilotaggio remoto | Aeromobili a pilotaggio remoto  | Aeromobili a pilotaggio remoto |
| ------------------------------ | ------------------------------ | ------------------------------ | ------------------------------ | ------------------------------ | ------------------------------- | ------------------------------ |
| AeroVironment RQ-20 Puma       | Stati Uniti                    | UAV                            | RQ-20                          | 1                              |                                 |                                |
| Skycam Kahu                    | Nuova Zelanda                  | UAV                            | Kahu                           | 6                              |                                 |                                |
| Quantum Systems Vector         | Germania                       | UAV                            | Vector                         |                                | In consegna a partire dal 2024. |                                |
| Prox Dynamics PD-100           | Norvegia                       | Micro-UAV                      | Black Hornet Nano              |                                | In consegna a partire dal 2024. |                                |
| Skydio X2                      | Stati Uniti                    | Drone                          | X2D                            |                                | In consegna a partire dal 2024. |                                |